# Luc (Losera)
Luc és un municipi francès, situat al departament del Losera i a la regió d'Occitània.